# مي أرسلان
مي شكيب أرسلان جنبلاط أرملة كمال جنبلاط ووالدة رئيس «جبهة النضال الوطني» النائب وليد جنبلاط

## نشأتها
تلّقت دروسها في مدرسة الـ«ليسيه»، وأكملت تعليمها فيما بعد في فرنسا، لتتزوّج سنة 1948 من كمال جنبلاط، وهي في الـ20 من عمرها

## حياتها الأسرية
تزوجت من كمال جنبلاط في شهر مايو 1948م ورزقت بوحيدها وليد جنبلاط في 7 أغسطس 1949.

## هوايتها
مي جنبلاط الشغوفة بالموسيقى والفنون والمهتمة بالحفاظ على التراث 

## وفاتها
توفيت في مستشفى الجامعة الأمريكية في بيروت في 09/09/2013

## الهوامش
1. ↑  وفاة مي أرسلان جنبلاط نسخة محفوظة 04 مارس 2016 على موقع واي باك مشين.
2. ↑  من هي الأميرة مي أرسلان جنبلاط؟ نسخة محفوظة 04 مارس 2016 على موقع واي باك مشين.
3. ↑  من هي مي ارسلان والدة جنبلاط نسخة محفوظة 22 فبراير 2014 على موقع واي باك مشين.
4. ↑  وفاة مي أرسلان جنبلاط والدة النائب وليد جنبلاط نسخة محفوظة 02 سبتمبر 2014 على موقع واي باك مشين.